# Muzeul Civilizației Populare Tradiționale „ASTRA“ din Sibiu

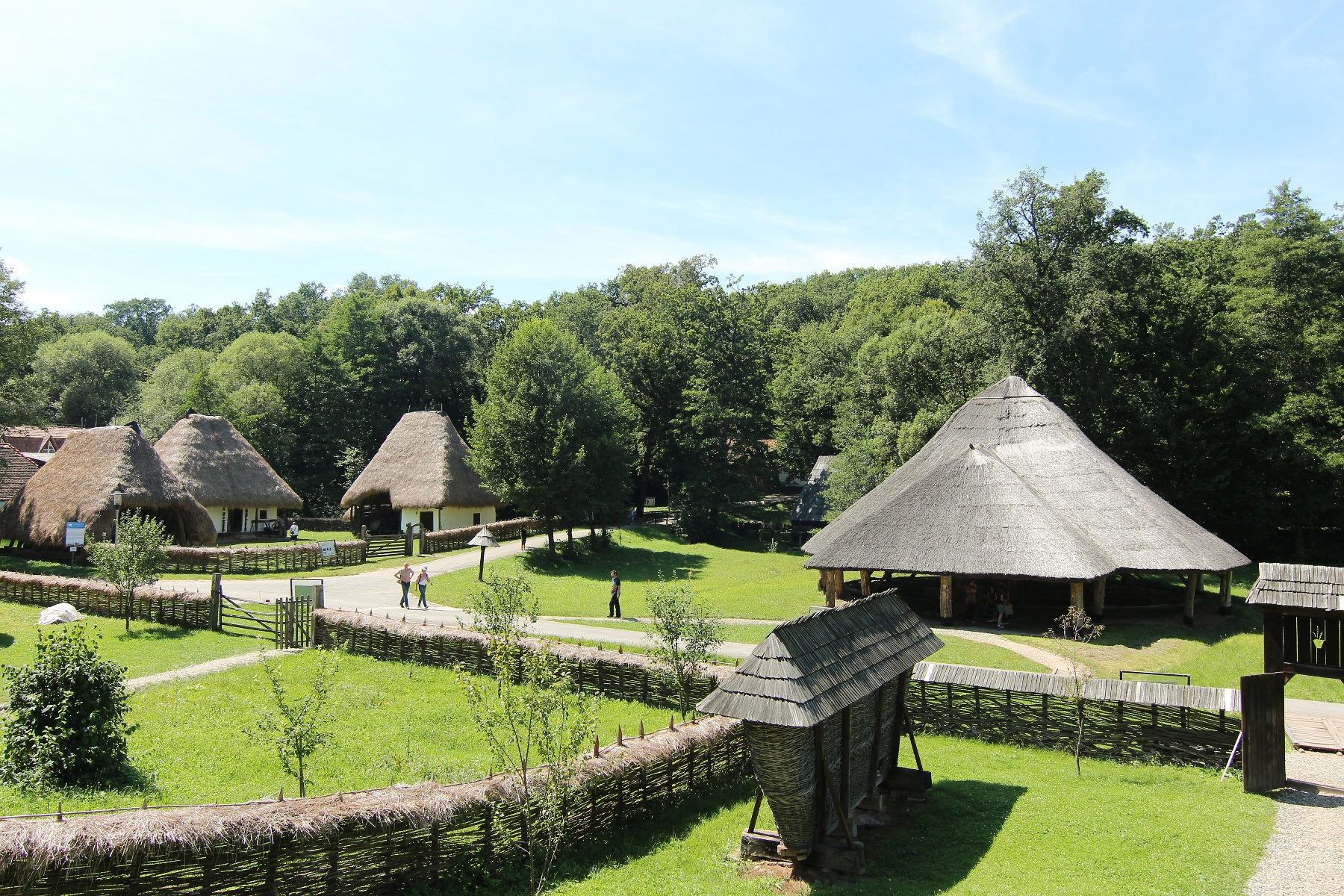
Museumsgelände

Muzeul Civilizației Populare Tradiționale „ASTRA“ din Sibiu (Museum der traditionellen Volkskultur ASTRA) ist ein  Freilichtmuseum 3 km südlich von Sibiu (Hermannstadt) in Siebenbürgen,  Rumänien. Das Museum wurde  ursprünglich als Museum für bäuerliche Technik gegründet und gehört heute mit einer Fläche von 96 ha und über 400 übertragenen Gebäuden zu den größten Freilichtmuseen Europas.

## Geschichte

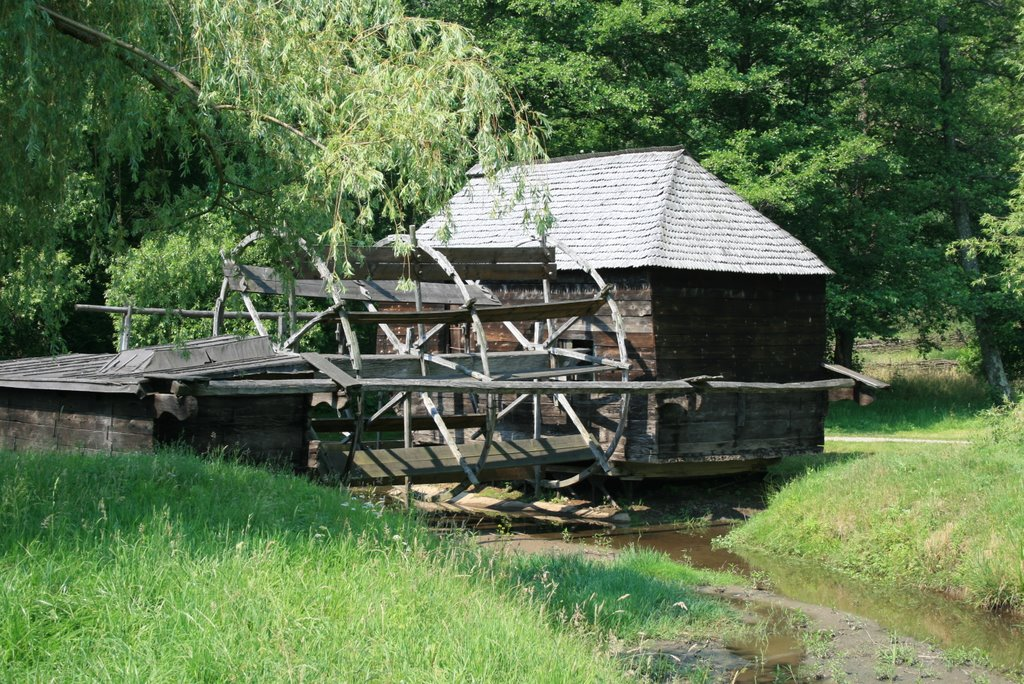
Schiffsmühle aus Lucăcești

Das Museum ist ein Teil des in Sibiu gelegenen ASTRA-Museumskoplexes mit insgesamt vier Museen, mehreren Werkstätten, einem Dokumentationszentrum, einem großen Filmarchiv und einer großen Bibliothek. ASTRA steht für  Asociația Transilvană pentru Literatura Română și Cultura Poporului Român (Transsilvanischer Verband für Rumänische Literatur und Volkskultur) mit Sitz in Hermannstadt (Sibiu). Während die anderen Einrichtungen im Stadtzentrum von Sibiu liegen, befindet sich das Freilichtmuseum 3 km südlich davon.
Das Museum wurde 1963 als Museum für bäuerliche Technik von der Gruppe um Cornel Irimie gegründet. Ab 1971 kamen Bauernhäuser und Werkstätten, ab 1989 Gebäude der  öffentlichen Infrastruktur wie Kirche, Schule, Wirtshaus und Kegelbahn hinzu. 1990 änderte das Museum seinen Namen in den heutigen Namen.

## Lage

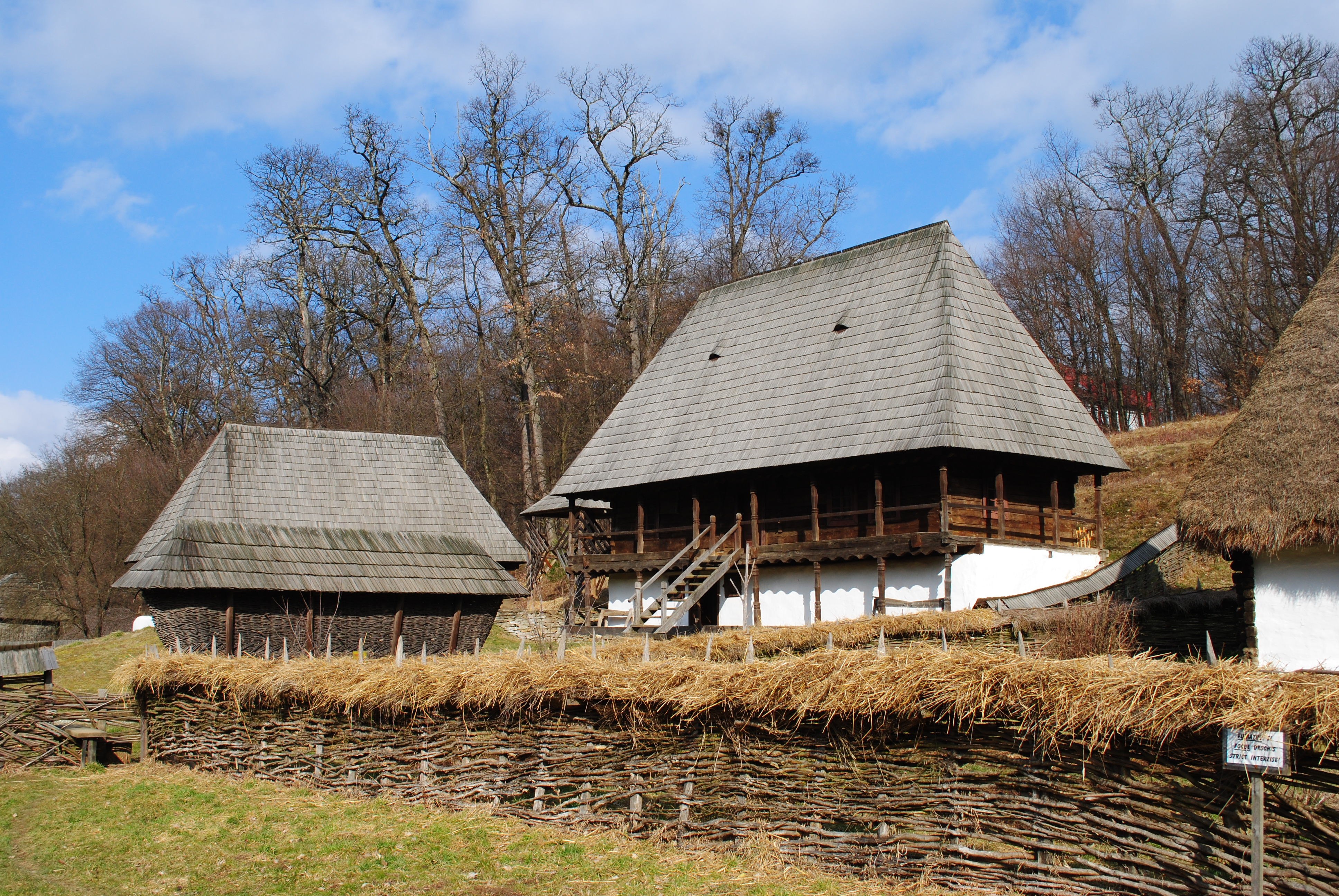

Das Museum liegt im Naturschutzgebiet Dumbrava Sibiului (auf Deutsch in etwa: Hain von Sibiu) im Dumbrava Waldgebiet 3 km südlich von Sibiu im nördlichen  Karpatenvorland in einem Tal mit Wasserläufen, einem natürlichen See und 10 km Fußwegen. Das Museum ist gut mit PKW, Bus und Straßenbahn zu erreichen.

## Beschreibung

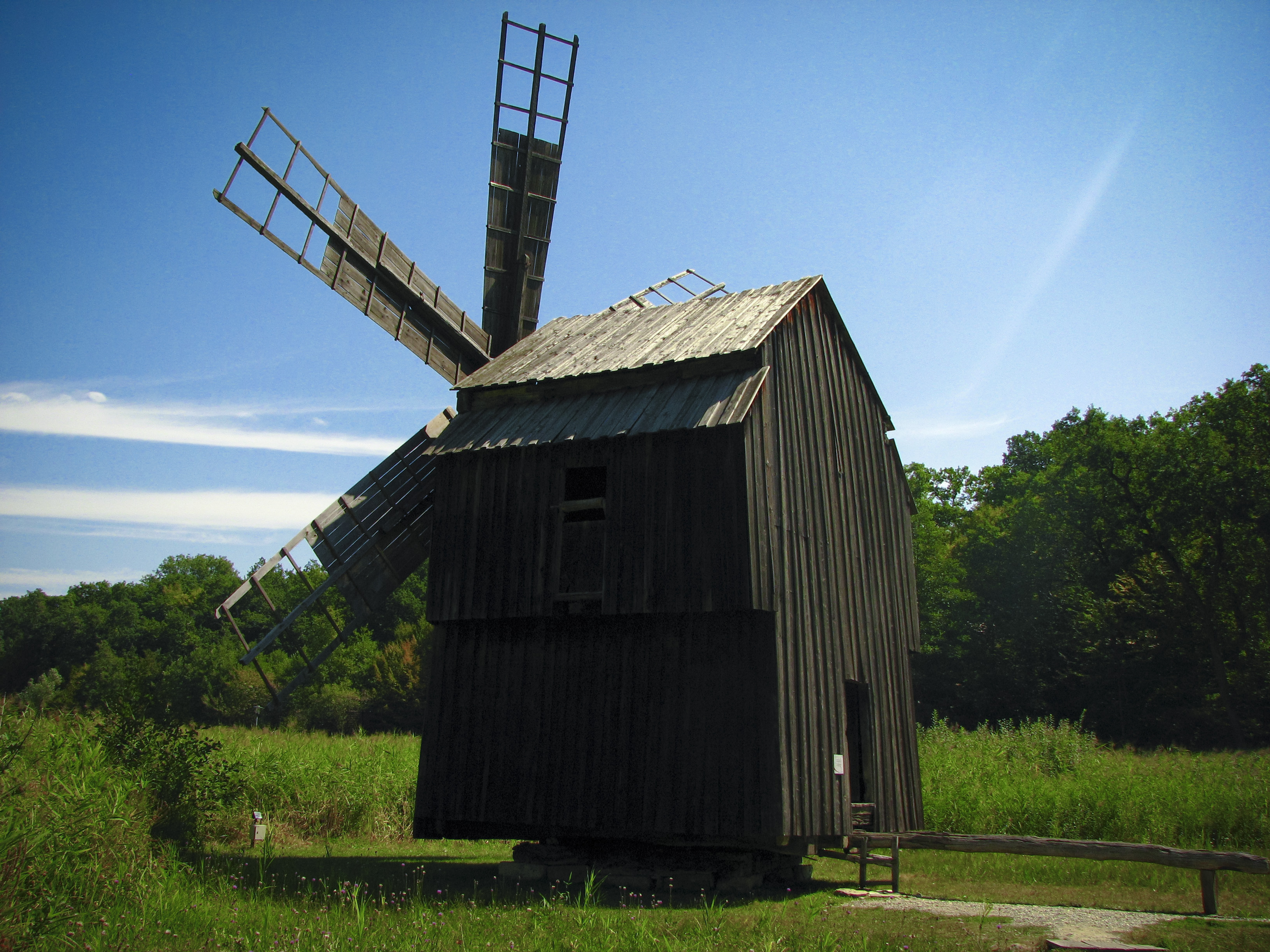
Paltrockwindmühle

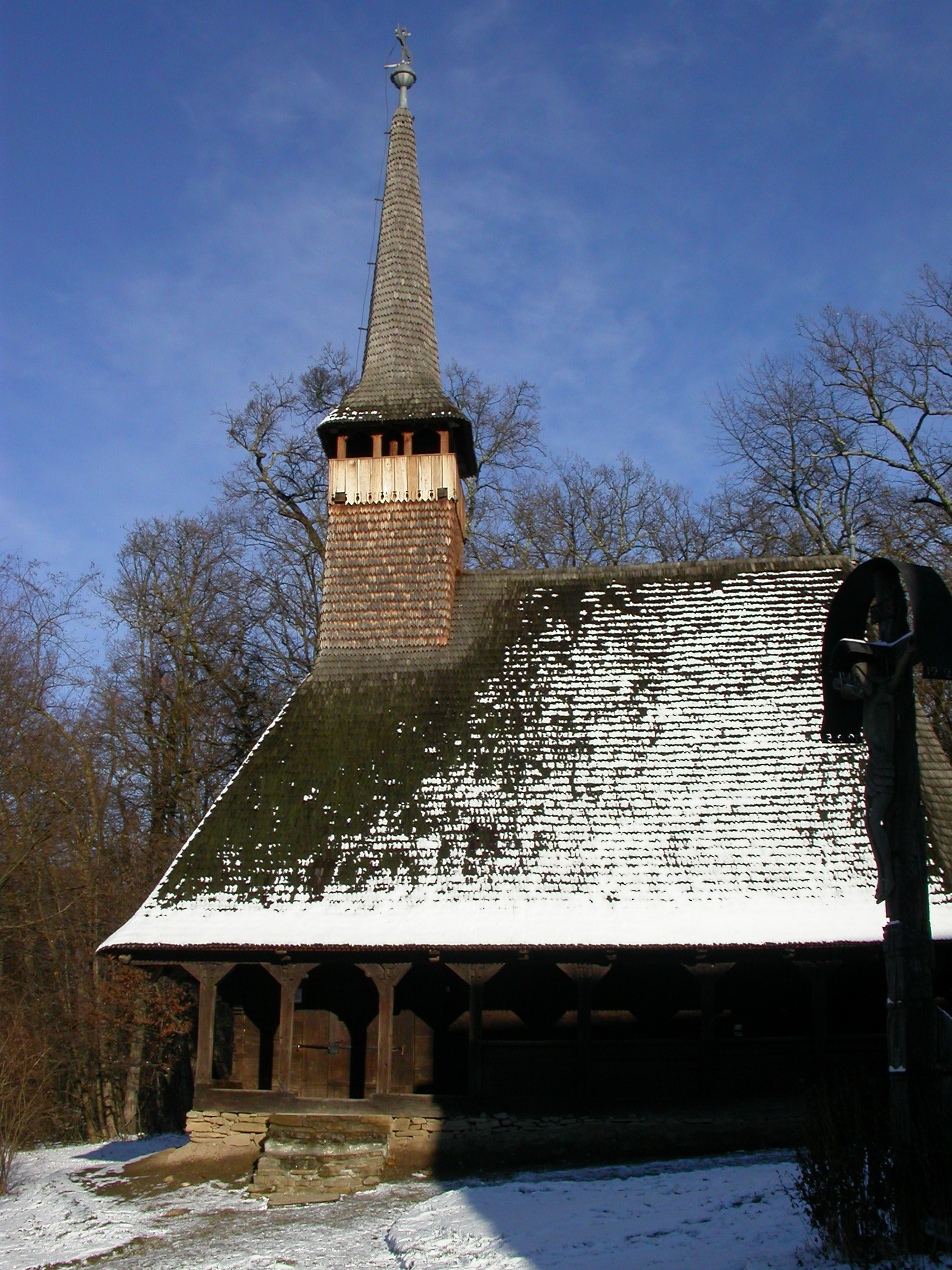
Holzkirche aus Bezded

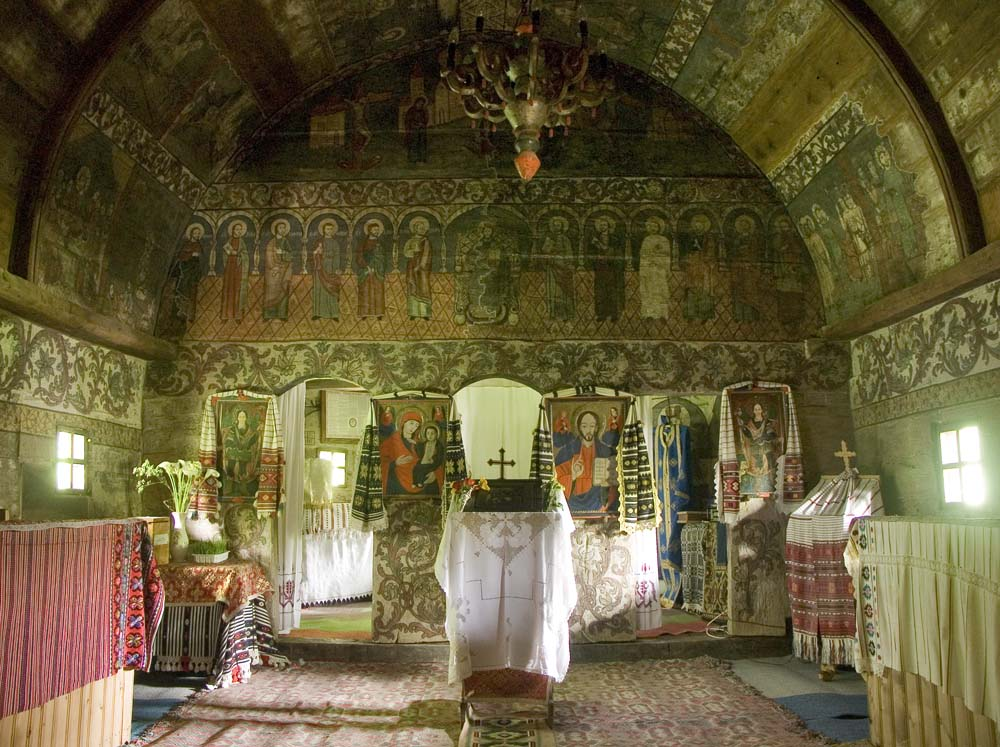
Holzkirche aus Bezded Innenraum

Das eigentliche Freilichtmuseum nimmt 42 ha der Gesamtfläche von 96 ha ein. Auf dem Gelände befindet sich auf 3 ha eine Freilichtausstellung moderner Kunst, zwei Gaststätten, ein Hostel, vier Parks, ein Spielplatz, eine Volkskunstgalerie, in der Kunstgegenstände aus den verschiedenen Gebieten des Landes gekauft werden können sowie viel Platz für Vorführungen.
Anders als viele ein oder mehrere Dörfer darstellende Freilichtmuseen ist das Museum in sechs thematische Baugruppen:
- Nahrungsmittelproduktion  und Haustierhaltung
- Rohstoffproduktion
- Transport und Verkehr
- Herstellung von Hausgeräten und Werkzeugen
- Öffentliche Gebäude
- Eine Kunstausstellung mit großen Skulpturen

Eine Besonderheit sind auf dem Museumsgelände die verschiedenartigen Mühlen. Mit Ausnahme von Gezeitenmühlen wird dabei jede bekannte Art der traditionellen Energiegewinnung gezeigt. Eine weitere Sehenswürdigkeit sind die Windmühlen aus den verschiedenen Landesteilen. Skittles, eine frühe Spielart des Bowling kann auf einem eigenen Spielfeld gespielt werden. Weitere Attraktionen sind ein Bergwerk aus dem Apuseni-Gebirge, eine hölzerne Fähre, eine Fischerei aus dem Donaudelta, zwei historische Museumgasthäuser und eine Holzkirche aus Bezded im Kreis Sălaj.
Auf dem Gelände befindet sich weiterhin ein Museum zur Kultur der Roma, das auch zum friedlichen Zusammenleben mit dieser Volksgruppe beitragen soll.

## Veranstaltungen und Angebote
Innerhalb des Museumskomplexes finden viele Sonderveranstaltungen statt: Märkte, Festivals, Handwerkswerkstätten u. v. a. Für diese steht auf eine Seebühne bereit.
Nicht nur für Kinder gibt es viele Mitmachangebote. Auf für Erwachsene gibt es Werkstätten zum Mitmachen, Handwerksdarbietungen, Team-Building, Freizeitgestaltungen etc.